# Říšská župa Dolní Podunají
Říšská župa Dolní Podunají, též Dolnodunajská župa (německy Reichsgau Niederdonau, též Dolní Dunaj(sko)) je název historického správního útvaru vytvořeného nacisty na obsazeném území Rakouska (Východní marka, něm. Ostmark), v jihovýchodních Čechách, na jihu Moravy a na části Slovenska (Devín a Petržalka) dne 1. května 1939 na základě zákona „o uspořádání správy ve Východní Marce“ . Přímým předchůdcem této župy bylo Zemské hejtmanství Dolní Podunají (něm. Landeshauptmannschaft Niederdonau) které bylo od 15. dubna 1939 na základě zákona „o členění sudetoněmeckých území“  územně shodné s touto župou. Podle zákona bylo metropolí župy město Kremže (německy Krems an der Donau), nicméně župní správní orgány sídlily ve Vídni přejmenované na Velkou Vídeň (německy Gross-Wien). Ta součástí říšské župy Dolní Podunají nebyla, ale tvořila rovněž samostatnou říšskou župu. Plánoval se přesun správních orgánů do Kremže, ale k tomu již nikdy nedošlo 

## Vymezení župy
Župa zahrnovala celé území předchozího zemského hejtmanství Dolní Podunají: téměř celé území moderní rakouské spolkové země Dolní Rakousy (80 dolnorakouských obcí bylo tehdy součástí Vídně), dále severní a střední část Burgenlandu (politické okresy Eisenstadt, Mattersburg, Neusiedl am See, Oberpullendorf, a města Eisenstadt a Rust), slovenský Devín a Petržalku, jižní část Moravy (Slavonicko, jižní a východní Znojemsko, Pohořelicko, Mikulovsko, Valticko, Dyjský trojúhelník) a jihovýchod Čech (Vitorazsko a Novobystřicko).

## Zánik župy
Župa přestala existovat v dubnu 1945, kdy její území dobyly jednotky sovětské Rudé armády. Dříve československá území byla navrácena obnovenému Československu. Po obnovení nezávislosti Rakouska dne 27. dubna 1945 byla v rakouské části bývalé župy obnovena 1. května 1945 spolková země Dolní Rakousy, která však až do 30. září 1945 zahrnovala i severní část dosud stále zrušeného Burgenlandu. 1. října1945  pak došlo k obnovení spolkové země Burgenlandu. Katastrální území Hinterberg, jež bylo připojeno roku 1938 k hornorakouskému městu Steyr, zůstalo i nadále jeho součástí a není již součástí Dolních Rakous, což bylo definitivně potvrzeno změnou rakouské spolkové ústavy v roce 1958.